# Hayden Paddon
Hayden Paddon (Geraldine, Nova Zelanda, 20 d'abril de 1987) és un pilot de ral·lis neozelandès que ha disputat el Campionat Mundial de Ral·lis, el Campionat de Ral·lis Àsia-Pacífic i el Campionat d'Europa de Ral·lis.
Guanyador del Campionat Mundial de Ral·lis de Producció del 2011, de la Pacífic Cup del 2009 i del 2019, del Campionat de Ral·lis Àsia-Pacífic del 2022 i del Campionat d'Europa de Ral·lis del 2023 i del 2024.

## Trajectòria
Paddon inicia la seva trajectòria als ral·lis a partir de l'any 2002, disputant proves nacionals neozelandeses.
L'any 2008 guanya per primera vegada el Campionat de Ral·lis de Nova Zelanda, repetint aquest títol al llarg de la seva carrera professionals els anys 2009, 2013, 2018, 2021 i 2022.
L'any 2009 guanya la Pacífic Cup i al 2010 disputa el Campionat Mundial de Ral·lis de Producció amb un Mitsubishi Lancer Evo, finalitzant en tercera posició. A la temporada següent, aquest cop amb un Subaru Impreza WRX STI guanyaria finalment la categoria,
A partir de la temporada 2012 disputa la categoria del WRC 2 amb diferents vehicles. Finalment, l'any 2014 fitxa per l'equip Hyundai World Rally Team per disputar el Campionat Mundial a la màxima categoria de forma pacial, disputant sis proves amb un sisè lloc al Ral·li d'Austràlia com a millor resultat.
A partir de l'any 2015 Paddon es consolida com a pilot habitual del equip coreà. Aquell any disputa dotze proves amb un segon lloc al Ral·li de Sardenya com a millor resultat, acabant novè de la classificació final del campionat. L'any 2016 disputa tretze proves, guanyant el Ral·li de l'Argentina del 2016 i finalitzant quart del Campionat Mundial i l'any 2017 disputa dotze proves, finalitzant vuitè del Campionat Mundial amb un segon lloc al Ral·li de Polònia i un tercer lloc al Ral·li d'Austràlia. Cal destacar que al Ral·li de Monte-Carlo un accident de Paddon provoca la mort d'un espectador del ral·li. La última temporada a Hyundai, la 2018, Paddon solament disputa set proves, tenint un tercer lloc al Ral·li de Turquia i un segon lloc al Ral·li d'Austràlia. Acabada la temporada 2018, Paddon decideix deixar l'equip davant la perspectiva de no poder disputar masses proves després que l'equip coreà contractès com a pilot Sébastien Loeb.
La temporada 2019 disputa i guanya la Pacific Cup amb un Hyundai i20, mentre que la temporada 2020, degut a la pandèmia de covid-19 pràcticament ni competeix en tot l'any. A partir de la temporada 2021 torna a la disputa de ral·lis a nivell nacional neozelandès amb el Hyundai i20, guanyant el títol nacional els anys 2021 i 2022. A més a més, la temporada 2022 s'imposa al Campionat de Ral·lis Àsia-Pacífic.
La temporada 2023 es centra en la disputa del Campionat d'Europa de Ral·lis amb un Hyundai I20N Rally2, aconseguint alçar-se amb el títol després d'aconseguir una victòria i sis podis consecutius. La temporada següent revalida el títol.

## Victòries al WRC
| # | Ral·li              | Any  | Copilot      | Vehicle         |
| - | ------------------- | ---- | ------------ | --------------- |
| 1 | 36° Rally Argentina | 2016 | John Kennard | Hyundai i20 WRC |